# Mario Hirsch
Mario Hirsch   (Ciutat de Luxemburg, 6 d'abril de 1949 - Albània, 24 de juliol de 2023) va ser un politòleg i periodista luxemburguès.

## Biografia
Hirsch es va doctorar per la Fondation Nationale des Sciences Politiques. Va ensenyar a l'Institut d'études politiques de Strasbourg. Es va convertir en assessor personal del primer ministre Gaston Thorn el 1974, un càrrec que va ocupar durant quatre anys. Després va tornar a ser professor de la Universitat Laval al Canadà, i Universitat Babeș-Bolyai i la Universitat de Bucarest, a Romania.
El 1983, va començar a treballar per Clay T. Whitehead, que havia deixat Hughes Aircraft per fundar una empresa que es convertiria en SES. També va ser secretari de la delegació del Partit Democràtic a la Cambra de Diputats de 1986 a 1996. Aliat de Charles Goerens, Hirsch va deixar el càrrec després que Goerens fos destituït com a president del partit.
Luxemburg va presidir el consell de la Unió Europea en el segon semestre del 1997, i Hirsch va treballar amb Miguel Ángel Moratinos, el representant especial de la Unió Europea per al procés de pau a l'Orient Mitjà, com a oficial d'enllaç de la presidència. De 1998 a 2006, Hirsch va ser editor del setmanari d'Lëtzebuerger Land. De 2006 a febrer de 2011 va dirigir l'Institut Pierre Werner, amb seu a l'abadia de Neumünster. Hirsch va ser investigador visitant a l'Institut d'Estudis de Seguretat de la Unió Europea.